# Eustachio Catalano
Eustachio Catalano (Palermo, 1893 – Palermo, 1975) è stato un pittore italiano.

## Biografia
Pittore legato al Post-impressionismo, partecipò a 5 edizioni (XVI, XVII, XIX, XX e XXII) della Biennale d'arte di Venezia (1928, 1930, 1934, 1936, 1940). Nel 1948 fu selezionato per la Rassegna nazionale delle arti figurative di Roma.
Insegnò al liceo artistico di Palermo e fu docente di "figura" all'Accademia di belle arti di Palermo, di cui fu direttore. Aveva lo studio nel quartiere Sperone di Palermo.
È sepolto nel cimitero di Sant'Orsola. Nel 1985 alla Galleria d'arte moderna di Palermo gli è stata dedicata dall'Università di Palermo una retrospettiva.
Nel 1991 è stato intitolato il Primo Liceo artistico di Palermo.